# Primærrute 25
Primærrute 25 är en cirka 72 km lång väg (primærrute) i Danmark. Den börjar i Tønder i sydöstra Jylland och går sedan i nordöstlig riktning till Kolding på Jyllands västkust, vid Lilla Bält. Trafiken varierar mellan omkring 3 000 fordon per dygn i de sydligare delarna av sträckan, för att öka till omkring 10 000 fordon per dygn i närheten av Kolding.